# Список лікарень на Мальдівах
Список лікарень на Мальдівах містить 4 лікарні:
- Лікарня ADK — розташована в столиці Мале
- Лікарня атолу Фаафу — розташована на острові Фаафу
- Регіональна лікарня Ган — розташована на острові Ган
- Меморіальна лікарня Індіри Ганді — розташована в столиці Мале[1]